# (38700) 2000 QL65
2000 QL65 (asteroide 38700) é um asteroide da cintura principal. Possui uma excentricidade de 0.12863160 e uma inclinação de 7.68336º.
Este asteroide foi descoberto no dia 28 de agosto de 2000 por LINEAR em Socorro.